# Armand Fallières
Clément Armand Fallières, född den 6 november 1841 i Mézin, Lot-et-Garonne, Frankrike, död där den 22 juni 1931, var en fransk politiker. Han var far till André Fallières.
Fallières var ursprungligen advokat. Han var deputerad 1876–1890, inrikesminister 1882–1883, undervisningsminister 1883–1885, inrikesminister 1887, justitieminister 1887–1888 och 1890–1892, samt senator 1890–1906. Då Fallières var föga känd av allmänheten väckte det förvåning, då han 1899 blev vald till senatens president, men som en smidig och försiktig person, visste han till den grad att samla sympatierna kring sin person, att han av senaten republikaner och kammarens vänstergrupper 1906 valdes till republikens president. Hans presidentskap börjande under en stark vänstervåg. Under hans tid genomfördes skilsmässan mellan stat och kyrka och Dreyfusprocessen fick sin slutbehandling. Efter att ha fullgjort sin mandattid drog sig Fallières tillbaka från politiken.

## Utmärkelser
- Storkors med kedja av Karl III:s orden,  19 juni 1905[7]
- Kungliga Serafimerorden,  27 april 1906[8]
- Riddare av Elefantorden,  1907[9]
- Victoriakedjan,  1908
- Hederslegionens stormästare
- Riddare av Sankt Mauritius och Sankt Lazarusorden
- Andreasorden

[Redigera Wikidata]